# فلوئورید وانادیم (III)
فلوئورید وانادیم(III) (به انگلیسی: Vanadium(III) fluoride) با فرمول شیمیایی VF۳ یک ترکیب شیمیایی با شناسه پاب‌کم ۶۶۲۳۰ است. که جرم مولی آن ۱۰۷٫۹۳۶۷ g/mol می‌باشد. شکل ظاهری این ترکیب، پودر زرد یا سفید بی‌بو است.